# دشنام‌گویی

در کارتون‌ها و کمیک‌ها، ناسزاگویی اغلب با جایگزینی نمادها برای واژه‌ها به تصویر کشیده می‌شود ("grawlixes" در فرهنگ واژگان کاریکاتوریست مورت واکر)

دُشنام‌گویی کاربرد حمله‌ورانه و هجومی اجتماعی از زبان است، که ممکن است با نام ناسزا، بددهنی، واژه‌های بد، بی‌ادبی و فحاشی نیز خوانده شوند.

## ریشه‌شناسی
(دش) یا (دژ) به معنای بد و متضاد واژه (وش) است. وش به معنای نیکی است. این دو واژه در ادبیات ایران باستان بسیار به کار رفته‌است به گونه‌ای که در بسیاری از نام‌های ایرانی از این واژه بسیار استفاده شده‌است. دشنام با همان معنی نام بد به کسی نسبت دادن است. دژخیم یا دشمن از همین خانواده می‌باشند.

## انواع
استیون پینکر در کتاب خود به نام «پنجره‌ای به سرشت انسان»، دشنام‌گویی را به پنج رده طبقه‌بندی می‌کند:
- زشت‌گویی، که نقطه مقابل ادب است و توجه مخاطب را به موضوعی منفی می‌کشاند.
- هتاکی، که برای آزردن طرف مقابل به کار می‌رود.
- بددهنی، که تنها برای جلب توجّه و رفتار مردوارانه به‌کار می‌رود.
- دشنام تشدیدی، که برای شدّت بخشیدن به عبارت مورد نظر به‌کار می‌رود، مثل «کدوم گوری بودی؟»
- تخلیه احساسات، که در مورد رخدادهایی مثل ریختن قهوه و غیره به کار می‌رود. مثل «اَی لعنت بر …»

به این پنج رده می‌تواند ردهٔ «دشنام بدخواهانه» را نیز افزود که در جمله‌هایی مانند «بره بمیره!» بیان می‌شود.

## روان‌شناسی دشنام‌گویی
دُشنام‌گویی یا فحش‌دادن در همه‌جای دنیا توهین تلقی می‌شود، اما همه با این مسئله موافق نیستند. برخی از کارشناسان معتقدند که ناسزاگویی فوایدی هم دارد. فحش‌دادن مدیریت درد و تحمل آن را راحت‌تر می‌کند ناسزاگفتن باعث ترشح آدرنالین می‌شود. همچنین ضربان قلب را افزایش می‌دهد و تنفس را سریع‌تر می‌کند. همه اینها موجب می‌شوند که ماهیچه‌هایمان برای مقاومت در برابر درد قوی‌تر شوند. علاوه بر این، واکنش فیزیولوژیکی دیگری به‌نام «واکنش ضددرد» هم اتفاق می‌افتد که بدن را در برابر درد مقاوم‌تر می‌کند. بخش راست مغز انسان مسئول خلاقیت است و هنگام ناسزاگفتن از این قسمت از مغزمان استفاده می‌کنیم.
امروزه زنان بیشتر از گذشته فحش می‌دهندتحصیل‌کرده‌ها دایره لغات گسترده‌تری دارند، در نتیجه می‌توانند بهتر از کسانی فحش بدهند که تسلط کلامی کمتری دارند.بخش راست مغز انسان مسئول خلاقیت است و هنگام ناسزاگفتن از این قسمت از مغزمان استفاده می‌کنیم
کلماتی که به عنوان دشنام به کار می‌روند، احتمال کمتری دارد که دارای صداهای تقریبی مانند l, r، w و y باشند.

## در زبان فارسی
دشنام در زبان فارسی از زمان‌های بسیار قبل نیز وجود داشته‌است و بیشتر فحاشی به خود شخص نمی‌شود، بلکه به اعضای خانواده بی‌احترامی می‌شود. این خویشاوندان معمولاً مادر و خواهر (ناموس شخص) هستند یا در بعضی موارد پدر مورد فحاشی قرار می‌گیرد به این زیرا که معمولاً پدر در خانواده دارای بالاترین جایگاه است و با دشنام خطاب کردن پدر، شان همه اعضای خانواده زیر سؤال می‌رود. همچنین از آنجا که در فرهنگ ایرانی، جنس زن ناموس خوانده می‌شود، پس توهین به آن به عنوان حیله‌ای برای عصبانی کردن طرف مقابل  استفاده می‌شود.
ژان شاردن که در زمان صفویه در ایران اقامت داشته و با زبان فارسی نیز آشنا بوده می‌نویسد ایرانیان در برابر این همه فضیلت‌های اخلاقی صفتی ناشایسته دارند. گرچه عادت‌شان ستایش و نیایش پی‌درپی حضرت احدیت است و هنگام آغاز نهادن به کاری حتماً بسم الله می‌گویند؛ و ناشدنی است از کاری یا چیزی سخن در میان آورند و ان شاء الله بر زبان نرانند، امّا از همان زبان و دهان که چندین نعت و تحمید حق بیرون می‌تراود هزاران دشنام و کلمات و جملات رکیک و ناسزاوار خارج می‌شود. نه تنها مردمان عامی بلکه بزرگان و اعیان و اشراف بر همین خوی و صفتند.
ضمن ناسزا گفتن و فحش دادن به هم غالباً نام آن قسمت از اعضای بدن را می‌برند که قلم از آوردن اسم آن شرمگین است، و به زنان هم نسبت‌های ناسزاوار می‌دهند، و حال آن که نه آنان را دیده‌اند و نه نامشان را می‌دانند، و نه این که در دل خواهان بدنامی و رسوایی ایشان می‌باشند. زنان نیز هنگام ستیزگری با هم دست کمی از مردان ندارند.

## رابطه جنسی
استفاده از الفاظ رکیک به‌هنگام رابطهٔ جنسی بسیار پرکاربرد است. شخص مؤنث یکی از اشخاص مهم و اصطلاحاً «فحش خور» است که اغلب مادر، خواهر و همسر وی می‌تواند باشد. داشتن هرگونه رابطه جنسی در الفاظ رکیک به منفعت مردان و به ضرر زنان است. هر چقدر مردان رابطه جنسی داشته باشند به مردانگی آن‌ها افزوده می‌شود و به مزاح یا جدی مورد تحسین قرار می‌گیرند یا حداقل مورد تمسخر قرار نمی‌گیرد و تنها زنان در الفاظ رکیک به بدترین نوع مسخره می‌شوند. مادربه‌خطا یکی از پرکاربردترین الفاظ رکیک در جوامع است.